# Tešedíkovo
Tešedíkovo est un village de Slovaquie situé dans la région de Nitra.

## Histoire
Première mention écrite du village en 1237.

## Démographie

### Évolution de la population
| Année:               | 1994. | 2004.   | 2014.   | 2024.   |
| -------------------- | ----- | ------- | ------- | ------- |
| Nombre de personnes: | 3751  | 3688    | 3745    | 3621    |
| Différence:          |       | -1,67 % | +1,54 % | -3,31 % |

| Année:               | 2023. | 2024.   |
| -------------------- | ----- | ------- |
| Nombre de personnes: | 3656  | 3621    |
| Différence:          |       | -0,95 % |